# Lachancea kluyveri
Lachancea kluyveri är en svampart som först beskrevs av Phaff, M.W. Mill. & Shifrine, och fick sitt nu gällande namn av Kurtzman 2003. Lachancea kluyveri ingår i släktet Lachancea och familjen Saccharomycetaceae.   Inga underarter finns listade i Catalogue of Life.